# 親衛隊第25師
親衛隊第25「匈雅提」武裝擲彈兵師（匈牙利第1師）（德語：25. Waffen-Grenadier-Division der SS „Hunyadi“ (ungarische Nr. 1)）是納粹德國武裝親衛隊的一個步兵師，由匈牙利志願者組成，以歷史上匈牙利的民族英雄匈雅提·亚诺什命名。二戰期間，該師僅參與短期作戰，裝備和兵員素質低劣，甚至在尚未完成訓練時有關設施就被蘇軍所攻佔，該師於1945年5月5日向美軍投降。